# Вицендорф
Вицендорф (њем. Wietzendorf) општина је у њемачкој савезној држави Доња Саксонија. Једно је од 23 општинска средишта округа Золтау-Фалингбостел. Према процјени из 2010. у општини је живјело 4.104 становника. Посједује регионалну шифру (AGS) 3358023.

## Географски и демографски подаци
Вицендорф се налази у савезној држави Доња Саксонија у округу Золтау-Фалингбостел. Општина се налази на надморској висини од 66 метара. Површина општине износи 106,9 km². У самом мјесту је, према процјени из 2010. године, живјело 4.104 становника. Просјечна густина становништва износи 38 становника/km².